# بانک داده‌ی پروتئین (فرمت فایل)
فرمت فایل Protein Data Bank) pdb یا بانک داده‌ی پروتئین) یک فایل با فرمت متنی است که ساختارهای سه بعدی مولکولهای نگه‌داری شده در بانک داده‌ی پروتئین را توصیف می کند . بنابراین فرمت pdb شرح و حاشیه نویسی ساختارهای پروتئین و اسید نوکلئیک از جمله مختصات اتمی ، انتسابات ساختار ثانویه و همچنین اتصال اتمی را فراهم می کند. علاوه بر این فراداده های آزمایشی ذخیره می شوند. فرمت PDB، فرمت قدیمی بانک داده‌ی پروتئین است که اکنون داده های مربوط به ماکرومولکولهای بیولوژیکی را در قالب جدیدتر با فرمت فایل mmCIF نگهداری می کند.

## تاریخچه
فرمت فایل PDB در سال 1976 به عنوان یک فایل قابل خواندن توسط انسان ابداع شد که به پژوهشگران این امکان را می‌دهد مختصات پروتئین را از طریق یک سیستم پایگاه داده مبادله کنند. قالب عرض ستون ثابت آن به 80 ستون محدود می شود که براساس عرض کارتهای پانچ رایانه ای بود که قبلاً برای تبادل مختصات استفاده می شدند.  طی سالها ، قالب پرونده تغییرات و بازنگری های زیادی داشته است. تا تاریخ ۱۳ ژوئیه ۲۰۱۱، که آخرین ویرایش 3.30 است. 

## مثال
یک فایل PDB معمولی که یک پروتئین را توصیف می کند از صدها تا هزاران خط مانند موارد زیر تشکیل شده است (برگرفته از پرونده ای که ساختار یک پپتید شبه کلاژن مصنوعی را توصیف می کند):
```
HEADER    EXTRACELLULAR MATRIX                    22-JAN-98   1A3I
TITLE     X-RAY CRYSTALLOGRAPHIC DETERMINATION OF A COLLAGEN-LIKE
TITLE    2 PEPTIDE WITH THE REPEATING SEQUENCE (PRO-PRO-GLY)
...
EXPDTA    X-RAY DIFFRACTION
AUTHOR    R.Z.KRAMER,L.VITAGLIANO,J.BELLA,R.BERISIO,L.MAZZARELLA,
AUTHOR   2 B.BRODSKY,A.ZAGARI,H.M.BERMAN
...
REMARK 350 BIOMOLECULE: 1
REMARK 350 APPLY THE FOLLOWING TO CHAINS: A, B, C
REMARK 350   BIOMT1   1  1.000000  0.000000  0.000000        0.00000
REMARK 350   BIOMT2   1  0.000000  1.000000  0.000000        0.00000
...
SEQRES   1 A    9  PRO PRO GLY PRO PRO GLY PRO PRO GLY
SEQRES   1 B    6  PRO PRO GLY PRO PRO GLY
SEQRES   1 C    6  PRO PRO GLY PRO PRO GLY
...
ATOM      1  N   PRO A   1       8.316  21.206  21.530  1.00 17.44           N
ATOM      2  CA  PRO A   1       7.608  20.729  20.336  1.00 17.44           C
ATOM      3  C   PRO A   1       8.487  20.707  19.092  1.00 17.44           C
ATOM      4  O   PRO A   1       9.466  21.457  19.005  1.00 17.44           O
ATOM      5  CB  PRO A   1       6.460  21.723  20.211  1.00 22.26           C
...
HETATM  130  C   ACY   401       3.682  22.541  11.236  1.00 21.19           C
HETATM  131  O   ACY   401       2.807  23.097  10.553  1.00 21.19           O
HETATM  132  OXT ACY   401       4.306  23.101  12.291  1.00 21.19           O
...

```